# 松尾富功禄
松尾 富功禄（まつお ほくろく、1863年11月16日（文久3年10月6日） - 1930年（昭和5年）3月10日）は、日本の政治家。高知市長。

## 経歴
土佐国香美郡山田野地村（のち山田町→土佐山田町、現在の香美市）に生まれる。寺子屋で学び、下等小学校を卒業。漢学塾で学ぶ。香美郡役所に入り、筆生となる。山田駅逓局四等郵便局取扱役、三等郵便局長、香美郡会議員、同議長となる。1893年（明治26年）山田野地村に就任し、1921年（大正10年）まで務めた。この間、山田野地村は1896年（明治29年）山田町となり、同町長となった。ほか、高知県会議員となり、のちに議長となった。
1921年高知市長に就任。在任中に高知市が都市計画法の適用を受け、都市計画地方委員会が結成された。1925年（大正14年）には旭村を編入、鴨田村の一部も編入した。魚市場の開設や上水道の開通などがあった。
1925年に市長を退任。1930年に死去した。